# Máiréad Tyers
Máiréad Tyers, född 5 januari 1998, är en irländsk skådespelare.
Tyers har bland annat medverkat i Tv-serien Extraordinary där hon spelar huvudrollen Jen. Hon har även medverkat i filmen Belfast.

## Filmografi (i urval)
- 2021 – Belfast
- 2023–2024 – Extraordinary (TV-serie)